# Universidad de Valladolid

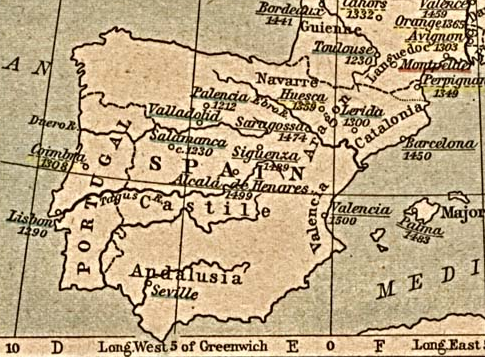
Mapa de fundación de Universidades castellanas y aragonesas.

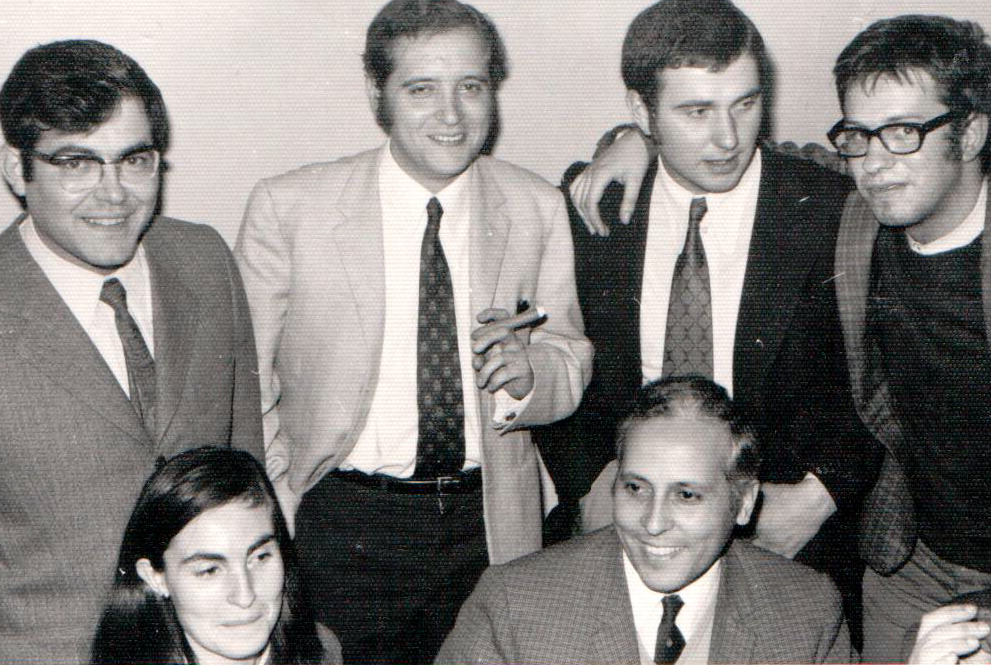
Departamento de Física Teórica, 1972

La Universidad de Valladolid (UVA) es una universidad pública española, situada en la ciudad de Valladolid. Fue fundada en el año 1241, lo que la convierte en la tercera universidad más antigua de España, por detrás del Studium Generale de Palencia y la Universidad de Salamanca. No obstante, se proclama la más antigua de España de acuerdo con la tradición de ser la vallisoletana la misma institución que el Estudio General de Palencia, trasladado entre 1208 y 1241 a la ciudad de Valladolid. Imparte estudios de grado y postgrado en distintas áreas del conocimiento. Posee siete campus distribuidos por cuatro ciudades de Castilla y León: Valladolid, Palencia, Soria y Segovia (véase Campus de Segovia).

## Historia
Según documentos existentes, la Universidad de Valladolid existía ya a finales del siglo XIII. Fue creada por intervención real, con el concejo vallisoletano como intermediario de la fundación, y recibió la confirmación papal posteriormente, a instancias del rey Alfonso XI. Existe la hipótesis de que la universidad surgió por el traslado del Estudio General de Palencia, fundado por Alfonso VIII de Castilla, y el obispo Tello Téllez de Meneses entre los años 1208 y 1241. Otra hipótesis sitúa su origen en una escuela o estudio particular con sede en la Abadía de Santa María la Mayor.
Ha sido una institución muy vinculada a la ciudad desde su nacimiento, influyendo en su desarrollo por la intensa actividad cultural y económica que impulsaba. Durante el siglo XX, especialmente, y coincidiendo con una expansión del número de alumnos, así como una ampliación de los estudios y una mayor facilidad de acceso, la Universidad se vincula plenamente a los acontecimientos históricos y sociales. Así, el estallido de la Guerra Civil en 1936 acarreará la depuración, y en algunos casos el fusilamiento de un número importante de catedráticos y profesores. De la misma manera, la Universidad de Valladolid se configura, junto a FASA-Renault, como el principal polo de contestación al régimen dictatorial del general Franco, convocando numerosas huelgas, conciertos y actos de resistencia y protesta que culminarán en 1975 con el cierre gubernativo de la actividad docente, único caso en toda España (el curso académico se organizó de manera paralela, en domicilios particulares, parroquias y lugares públicos).
La ubicación física se situó, en un principio, en la Colegiata, pasando después al actual emplazamiento de la Facultad de Derecho, en el otro lado de la plaza.
Tiene su representación en la Semana Santa vallisoletana en la Hermandad Universitaria del Santísimo Cristo de la Luz, que da culto a una de las obras cumbre de Gregorio Fernández, el Cristo de la Luz, que se encuentra en la capilla del Colegio Mayor Santa Cruz.
En los años ochenta la Universidad emprendió la construcción de centros docentes en el Barrio de La Rondilla, pero después se busca la dispersión en diferentes zonas. Más adelante comenzará la construcción en el barrio de Belén y San Pedro Regalado. pero los edificios de este campus no guardan relación clara con el entorno, al faltar un plan urbanístico definido.
El Museo de la Universidad de Valladolid, bajo la antigua dirección de Jesús Urrea, ha continuado reconstruyendo su historia, historia y patrimonio a través de artículos y monografías. 

## Símbolos
Escudo
De acuerdo a los estatutos de la Universidad —publicados en el BOCyL el 16 de julio de 2003— la descripción heráldica del escudo de la institución es la siguiente:

«Escudo de forma española en campo de plata, un roble de su color, terrazado y frutado en oro, acolado de dos llaves en sotuer de oro y plata. Al timbre, Corona Real abierta de cinco florones vistos surmontada de tiara papal con ínfulas.»
Estatutos de la Universidad de Valladolid. Capítulo II. Artículo 8.1. Boletín Oficial de Castilla y León nº 136 de 16 de julio de 2003

Sello
La descripción del sello es la siguiente:

«Reproduce su escudo orlado del lema o leyenda: (Cruz) Sapientia Aedificavit Sibi Domvm.»
Estatutos de la Universidad de Valladolid. Capítulo II. Artículo 8.2. Boletín Oficial de Castilla y León nº 136 de 16 de julio de 2003

Bandera o pendón
La descripción textual de la bandera es:

«La Bandera o Pendón de la Universidad de Valladolid es de forma rectangular, de dimensiones 152 centímetros por 198 centímetros, en púrpura. En su centro, el Escudo de la Universidad en sus esmaltes o colores.»
Estatutos de la Universidad de Valladolid. Capítulo II. Artículo 8.3. Boletín Oficial de Castilla y León nº 136 de 16 de julio de 2003

Colores
Los colores corporativos de la Universidad de Valladolid son el azul turquí, definido por el Pantone 654; y el púrpura, definido por el Pantone 207.

## Instalaciones

### Edificios
Edificio Histórico. Facultad de Derecho

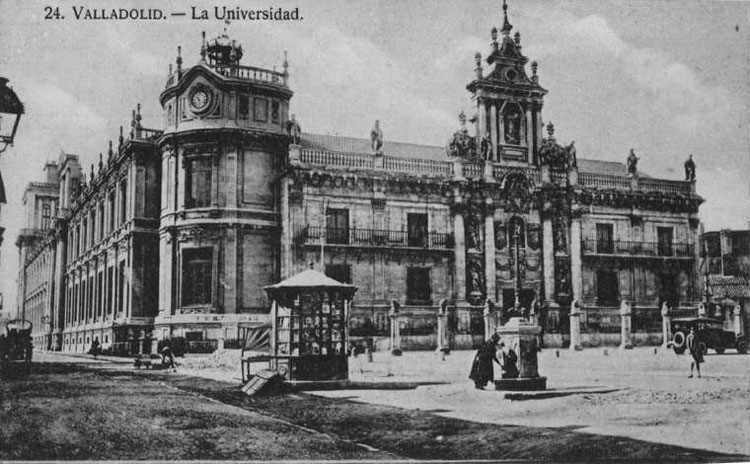
Imagen antigua del edificio de la Universidad de Valladolid (Facultad de Derecho), aún puede observarse en la parte izquierda la antigua fachada de la Universidad de la calle Librería y la antigua campana del reloj que anunciaba los Grados.

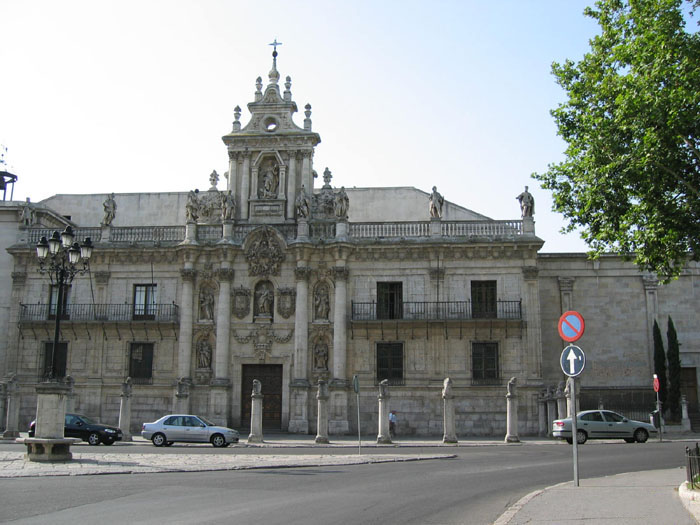
Fachada barroca (1715) del edificio de la Universidad de Valladolid, hoy Facultad de Derecho.

El primer edificio de la Universidad de Valladolid del que tenemos noticias de su entidad arquitectónica es el construido a finales del siglo XV, tras el traslado de la institución desde la Colegiata hasta su nuevo emplazamiento. Constaba de un claustro de cuatro lados, al que se abrían las aulas, y una capilla tardogótica de cierta magnitud. Al claustro se entraba por una portada, también tardogótica, que se abría a la calle Librería. A principios del siglo XVIII, este edificio resultaba insuficiente, por lo que se amplió con otro claustro cuadrangular, con cuatro galerías, al que se abrían varias aulas construidas en el mismo momento. Cerrando el conjunto a la plaza de Santa María (hoy plaza de la Universidad), se realizó una interesante fachada barroca proyectada por el carmelita fray Pedro de la Visitación y que se construyó en 1715. En ella se encuentran distintos grupos escultóricos de calidad y que representan alegorías de las materias que se impartían en el edificio. Es de destacar el cuerpo central, organizado por cuatro columnas gigantes y rematado por una gran peineta. En la balaustrada se disponen cuatro esculturas que representan a los reyes que favorecieron a la universidad vallisoletana.
Este conjunto, formado por estos dos claustros, el del siglo XV y el del siglo XVIII, sus aulas respectivas y otras edificaciones anexas, como la capilla o la torre del reloj —construida en el siglo XIX—, subsistió hasta 1909.

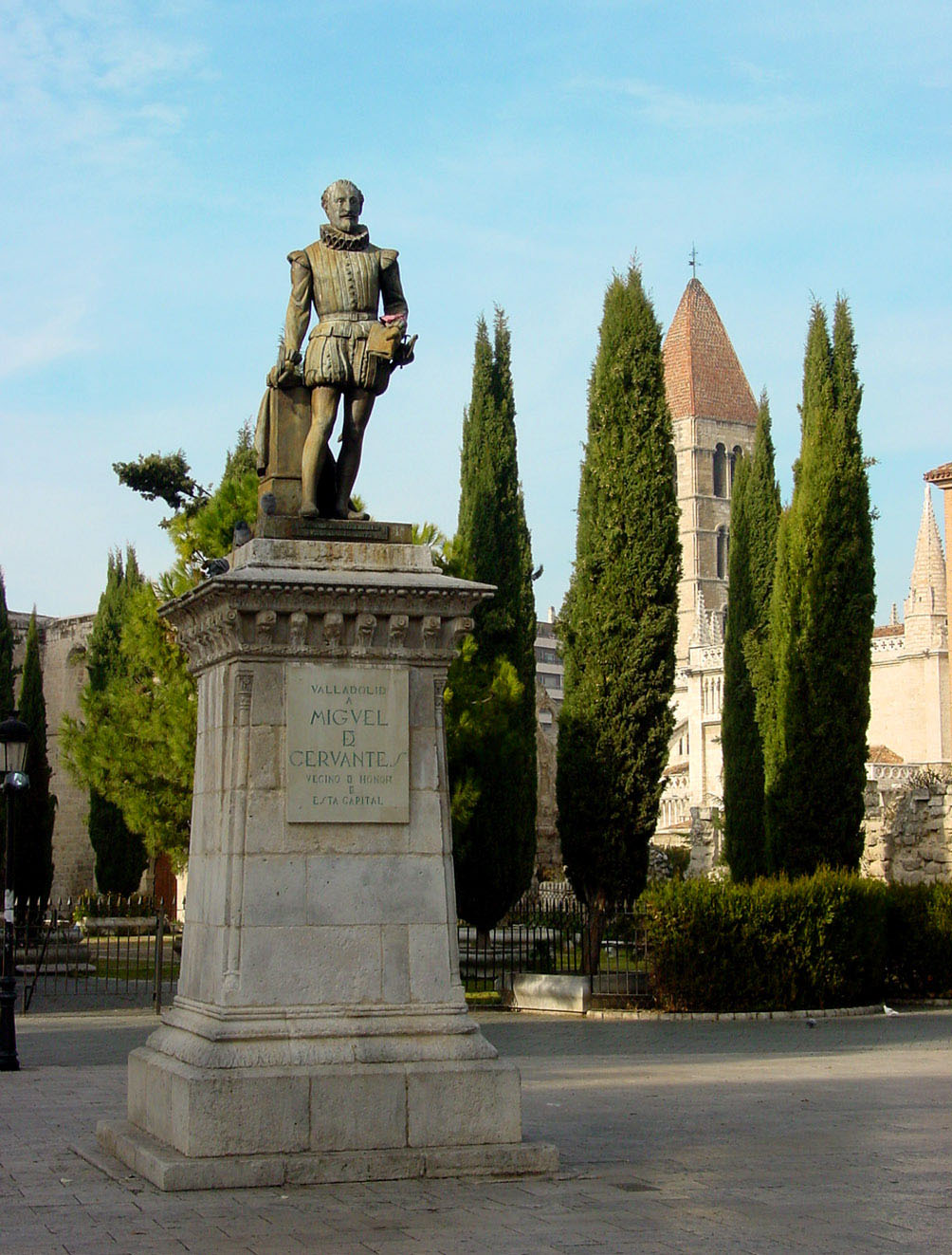
Estatua de Miguel de Cervantes en la Plaza de la Universidad, frente a la Facultad de Derecho.

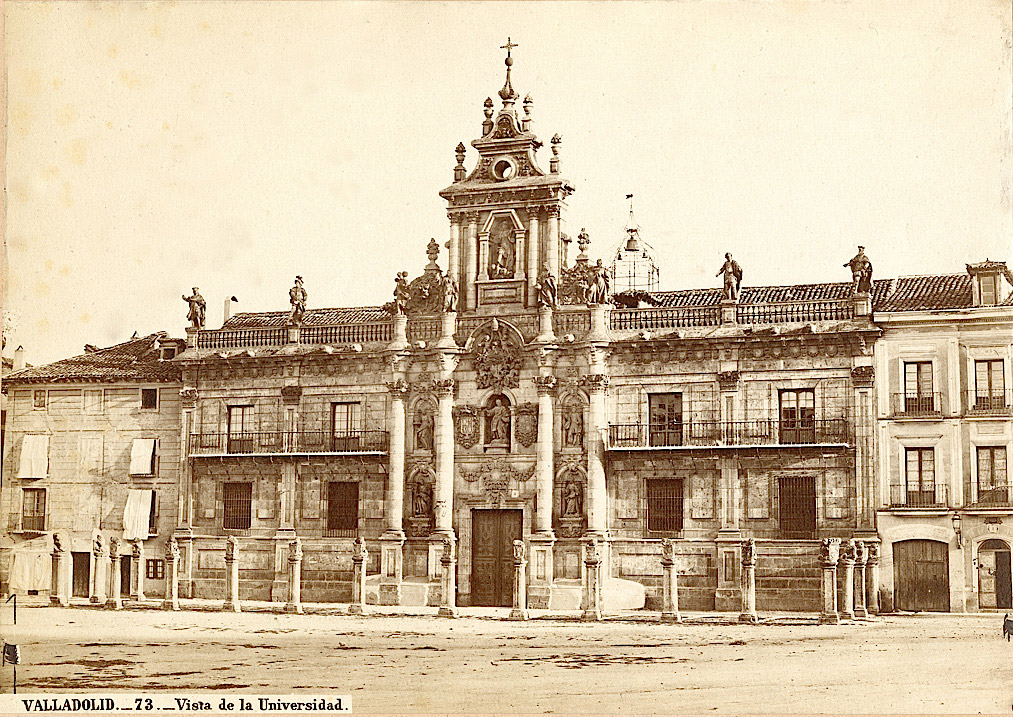
Universidad de Valladolid por Juan Laurent, c. 1865, Department of Image Collections, National Gallery of Art Library, Washington D. C.

En 1909, y con gran polémica, se decidió derribar el antiguo edificio (incluyendo la portada del siglo XV que se abría a la calle Librería), para construir un nuevo edificio siguiendo líneas eclécticas y proyectado por el arquitecto Teodosio Torres López. De este derribo solo se salvó la fachada barroca proyectada por el carmelita fray Pedro de la Visitación y parece ser que la idea inicial contemplaba también su destrucción. El proyecto de Teodosio Torres López planteaba un edificio universitario con dos claustros, como el preexistente. Su organización se efectuaba mediante una caja de escalera situada entre ambos claustros y una gran vestíbulo que se abría a la calle Librería. La fachada del edificio universitario a esta calle se basaba en una reinterpretación de la fachada barroca de Pedro de la Visitación, pero utilizando elementos decorativos provenientes del plateresco, barroco, neoclasicismo y grandes huecos propios de la mentalidad higienística de la época. A un lado de la fachada se encontraba la torre del observatorio y a otro, la nueva torre del reloj que solucionaba la esquina entre la Plaza de la Universidad y la calle Librería. El proyecto poseía algunos problemas no solucionados: se construía una grandiosa fachada representativa a una calle estrecha como era la de Librería, por lo que estaba ahogada, y la fachada barroca se encontraba incorporada al edificio de manera muy torpe. En 1939, este edificio sufre un incendio. Para paliar el problema de la integración de la fachada barroca en el edificio de Teodosio Torres López, Constantino Candeira Pérez proyectó en 1939 una gran escalera y vestíbulo, siguiendo líneas historicistas, a los que se accede mediante la fachada barroca. Esta escalera es una muestra de la arquitectura triunfalista e historicista propia de la posguerra española. En 1968 se realizan las últimas obras que conforman el actual edificio, derribando el segundo claustro y construyendo en el solar del mismo, un edificio de cinco plantas para alojar al alumnado, cuyo número había crecido considerablemente en los años sesenta, colapsando el edificio de Teodosio Torres López, pensado para un alumnado mucho menos numeroso. En esta misma reforma, se derribó la torre del observatorio de Teodosio Torres López y el grandioso paraninfo de 1909. También la fachada de la calle Librería fue entonces remodelada, perdiendo el ropaje historicista proyectado por Teodosio Torres López. El nuevo paraninfo se construyó flanqueando la fachada de fray Pedro de la Visitación por uno de sus lados.

Escuela Técnica Superior de Arquitectura
Se construye tras una génesis complicada. En un principio, en edificio con proyecto de Antonio Fernández Alba, iba a ser la delegación del Ministerio de Educación, en la Plaza de Poniente, junto al Instituto Núñez de Arce. Pero, concedida a la Universidad la Escuela Técnica Superior de Arquitectura, se mantiene el brillante proyecto de Antonio Fernández Alba, trasladándolo al barrio residencial de Huerta del Rey.
El edificio está dotado de un fuerte carácter representativo, abandonando las formas orgánicas de otros edificios vallisoletanos de la época. Se marca un eje de simetría en la fachada, que organiza los contundentes volúmenes del conjunto.
La ampliación proyectada también por Fernández Alba en los ochenta, se idea ya para su función, sin la limitación espacial que tenía el proyecto inicial. Se busca ahora una mayor libertad de organización con una planta centralizada.
Facultad de Ciencias Económicas
La Facultad de Ciencias Económicas y Empresariales, proyectada por los arquitectos Salvador Gayarre Ruiz de Galarreta, Tomás Domínguez del Castillo y Juan Carlos Martín Baranda es uno de los edificios que la Universidad de Valladolid impulsa en los años ochenta. Ya desde su origen, el edificio quedaba pequeño para albergar a la cantidad de estudiantes que la titulación requería, por lo que pocos después se procedió a la construcción del Aulario Campus del Río Esgueva, adyacente a la facultad, y que presta servicios a la Facultad de Ciencias Económicas y Empresariales y a la de Escuela de Ingenierías Industriales.
El edificio se organiza longitudinalmente, con un amplio pasillo central de varias alturas, que distribuye y comunica los espacios docentes y complementarios. Es interesante el juego establecido entre el aula magna, con forma de teatro clásico, y el teatro al aire libre dispuesto en el extremo opuesto, vallado y cerrado al público. La vista exterior de la sección de despachos recuerdan a una colmena.
Sin embargo, se cometieron distintos errores a la hora de su edificación. Se interpretaron erróneamente los planos, por lo que la orientación de las aulas no era la correcta. Los amplios espacios del edificio, así como su techo translúcido original, adecuados en su idea para un clima como el canario, pero no para el castellano, impedían que la temperatura fuera la correcta en todo el edificio, dejando inútil la calefacción, y convirtiendo así el centro en extremadamente frío en invierno, y muy caluroso en verano. Así mismo, los soportales originales del lado oeste, se convirtieron en foco de suciedad y basuras, que ponían en peligro la salubridad del centro. Las obras de ampliación de la biblioteca solucionaron estas incomodidades.
Obras posteriores consiguieron paliar parcialmente estos y otros defectos, como la ausencia de ascensores y accesos necesarios para personas con discapacidad.
Palacio de Santa Cruz

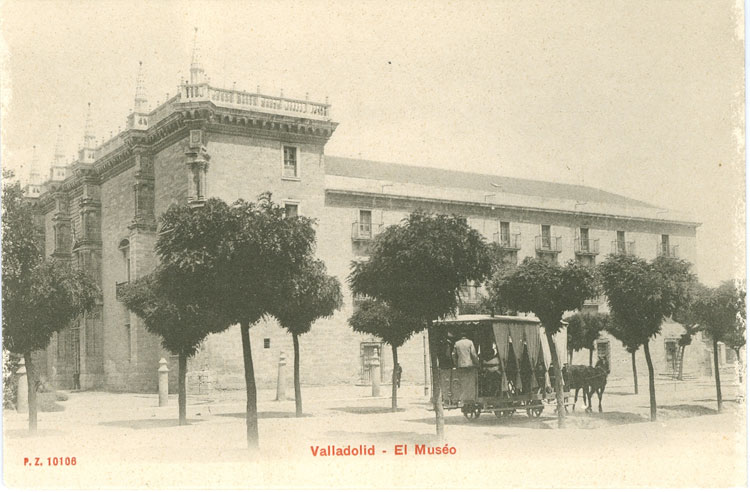
Imagen antigua del palacio.

En las cercanías de la Universidad, como motor de desarrollo de la ciudad y lugar de formación de clérigos y científicos, surgen multitud de instituciones como el Colegio Mayor Santa Cruz.
El cardenal Pedro González de Mendoza, funda este colegio en 1482, año en que es nombrado arzobispo de Toledo. De sólida formación intelectual, abre las puertas al Renacimiento en la ciudad, con un edificio primero proyectado en gótico, probablemente por Enrique Egas, pero cambiado en 1490 a una estética renacentista por orden suya. Pero solo se adaptó la fachada con la inclusión de elementos decorativos del nuevo estilo. En ella destaca el tramo central, con un almohadillado de inspiración italiana que cubre todo el fondo, y la puerta decorada con grutescos. También es destacable la cornisa con balaustrada que remata la fachada principal. Estas obras fueron dirigidas por Lorenzo Vázquez de Segovia. En el siglo XVIII se reformó la fachada, datando de esa época los grandes balcones neoclásicos, obra del arquitecto Manuel Godoy.

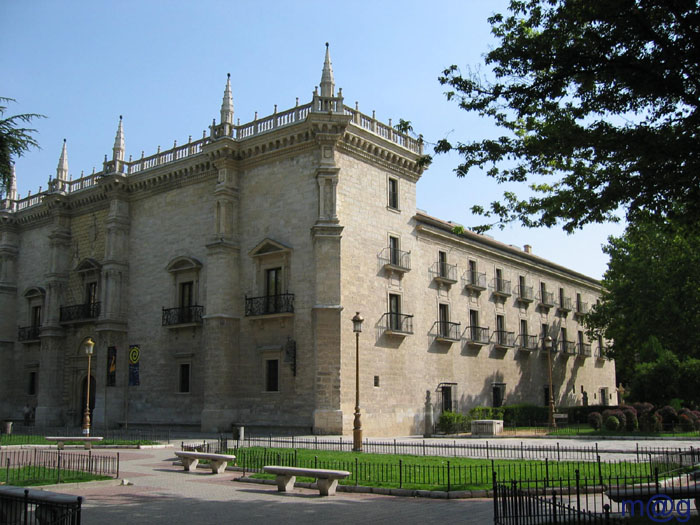
Palacio de Santa Cruz.

El edificio, de planta cuadrangular, se ordena en torno a un patio de tres pisos. El bajo tuvo que ser reconstruido por Juan de Nates en 1603 por la mala calidad de la piedra. El arquitecto Domingo de Ondátegui reforma los dos pisos superiores en 1744, si bien todas estas intervenciones respetaron el planteamiento tardogótico del claustro y sus motivos decorativos.
En el piso bajo, destacan el zaguán y el Aula Triste, cubiertos con bóvedas de piedra de crucería sencilla, así como la capilla, a la que se accede por el zaguán mediante una puerta ojival. Para llegar al primer piso, existe una amplia escalera neoclásica, construida en la segunda mitad del siglo XVIII. En este primer piso, destaca la biblioteca, de planta cuadrangular y que ocupa totalmente una de las pandas del claustro. Su portada se cierra con unas puertas de madera obra de Alejo de Vahía. El interior se cubre con bóveda con lunetos. Las estanterías de los libros datan de principios del siglo XVIII. El contenido de esta biblioteca es muy rico e importante, con varias decenas de incunables y numerosos libros impresos de los siglos XVI, XVII, XVIII y XIX, parte de ellos provenientes de bibliotecas de monasterios y conventos desamortizados.
En la actualidad, en el edificio se encuentran instalados el Rectorado de la Universidad, la sede administrativa del Museo de la Universidad de Valladolid (MUVa), y la sede del Museo de Arte Africano Arellano Alonso, cuyas colecciones de arte africano -donadas a la Universidad-. pueden visitarse en el Salón de Rectores y la Sala Renacimiento del Palacio.

### Bibliotecas
La Biblioteca de la Universidad de Valladolid tiene 14 puntos de servicio, 3 están situados en las provincias de Palencia, Soria y Segovia, mientras que el resto se encuentran en Valladolid, a cuyo grupo pertenecen:
- La Biblioteca Histórica de Santa Cruz
- La Biblioteca Reina Sofía
- La Biblioteca de Arquitectura
- La Biblioteca del Centro de Documentación Europea
- La Biblioteca de Ciencias de la Salud
- La Biblioteca de Comercio
- La Biblioteca de Derecho
- La Biblioteca de Económicas
- La Biblioteca de Filosofía y Letras
- La Biblioteca de Ingenierías Industriales
- La Biblioteca del Campus Miguel Delibes

Cada uno de los puntos de servicio anteriormente citados cuenta con un director, todo el servicio está dirigido por la Directora de la Biblioteca y coordinado por los Servicios Centrales.
Sus fondos están accesibles a través del Catálogo Almena, de Worldcat y del Repositorio UvaDoc, incluyendo 970155 libros entre los que cabe destacar su valioso fondo antiguo de 45000 documentos, entre ellos numerosos incunables y manuscritos a partir del siglo X, 16000 títulos de publicaciones periódicas, 21342 títulos de revistas electrónicas, 965 libros electrónicos, 66 bases de datos, 47695 material no librario y 33103 tesis y proyectos fin de carrera (datos de mayo de 2012).
Los servicios al usuario incluyen: portal web, lectura en sala, préstamo intercampus e interbibliotecario, préstamo (fondo documental, ordenadores portátiles, lectores de libros electrónicos, memorias USB), Información bibliográfica, formación de usuarios, guías temáticas y tutoriales.
La biblioteca es miembro de: OCLC, Europe Direct, REBIUN, Dialnet, Catálogo 17, ABBA, Documat, GEUIN,  REDINED y BUCLE.

### Museo de la Universidad de Valladolid (MUVa)
El Museo de la Universidad de Valladolid (MUVa) se compone básicamente de tres colecciones:
- Colecciones de Historia y Arte.
- Colecciones de Ciencias Naturales.
- Colecciones de Ciencias Biomédicas.

## Campus

Provincias en los que la Universidad de Valladolid tiene campus.

En la actualidad la Universidad de Valladolid cuenta con siete campus:
- Campus de Valladolid, en la ciudad de Valladolid, dividido a su vez en:
  - Campus de Huerta del Rey
  - Campus Centro
  - Campus Río Esgueva
  - Campus Miguel Delibes,
- Campus Universitario Duques de Soria, en la ciudad de Soria,
- Campus de Segovia, en la ciudad de Segovia y
- Campus de Palencia, en la ciudad de Palencia.

Sus más de 30 000 alumnos se reparten en 25 centros con más de 2000 profesores y 1000 "PAS" (Personal de Administración y Servicios).
El actual rector es Antonio Largo Cabrerizo, que inició su cargo el martes 2 de mayo de 2018 como sucesor del anterior rector, Daniel Miguel San José.
Dispone, además de los 25 centros, de una serie de edificios administrativos como por ejemplo el Palacio de Santa Cruz donde se encuentra el rectorado; o La Casa del Estudiante donde están el resto de servicios administrativos. El CTI (Centro de Tecnologías de la Información) se encuentra en el edificio de la Residencia Universitaria Alfonso VIII junto a la Facultad de Ciencias.

## Información académica

### Organización

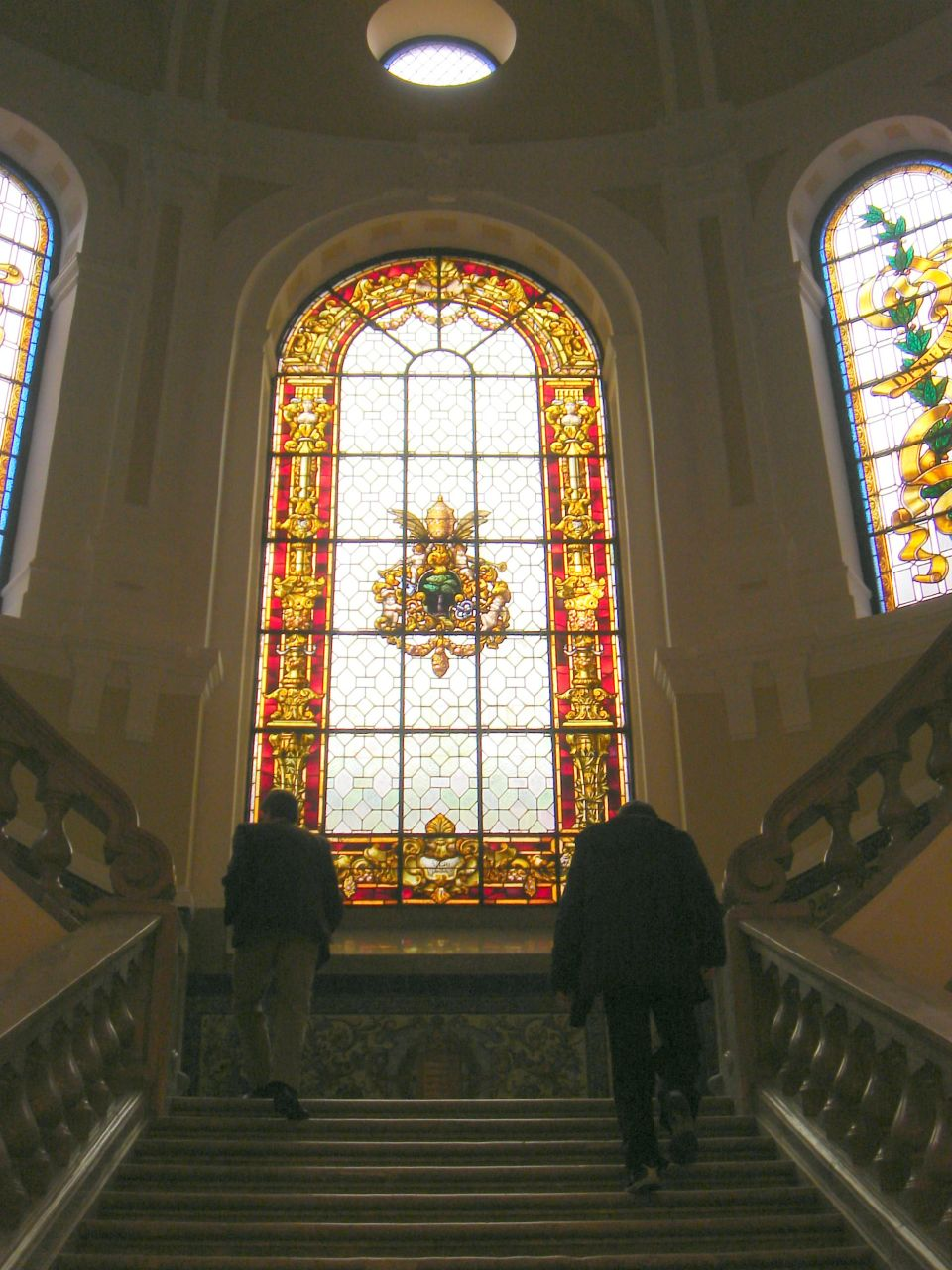
Escalera (1941), obra de Constantino Candeira, del edificio histórico de la Universidad de Valladolid. Hoy es sede de la Facultad de Derecho.

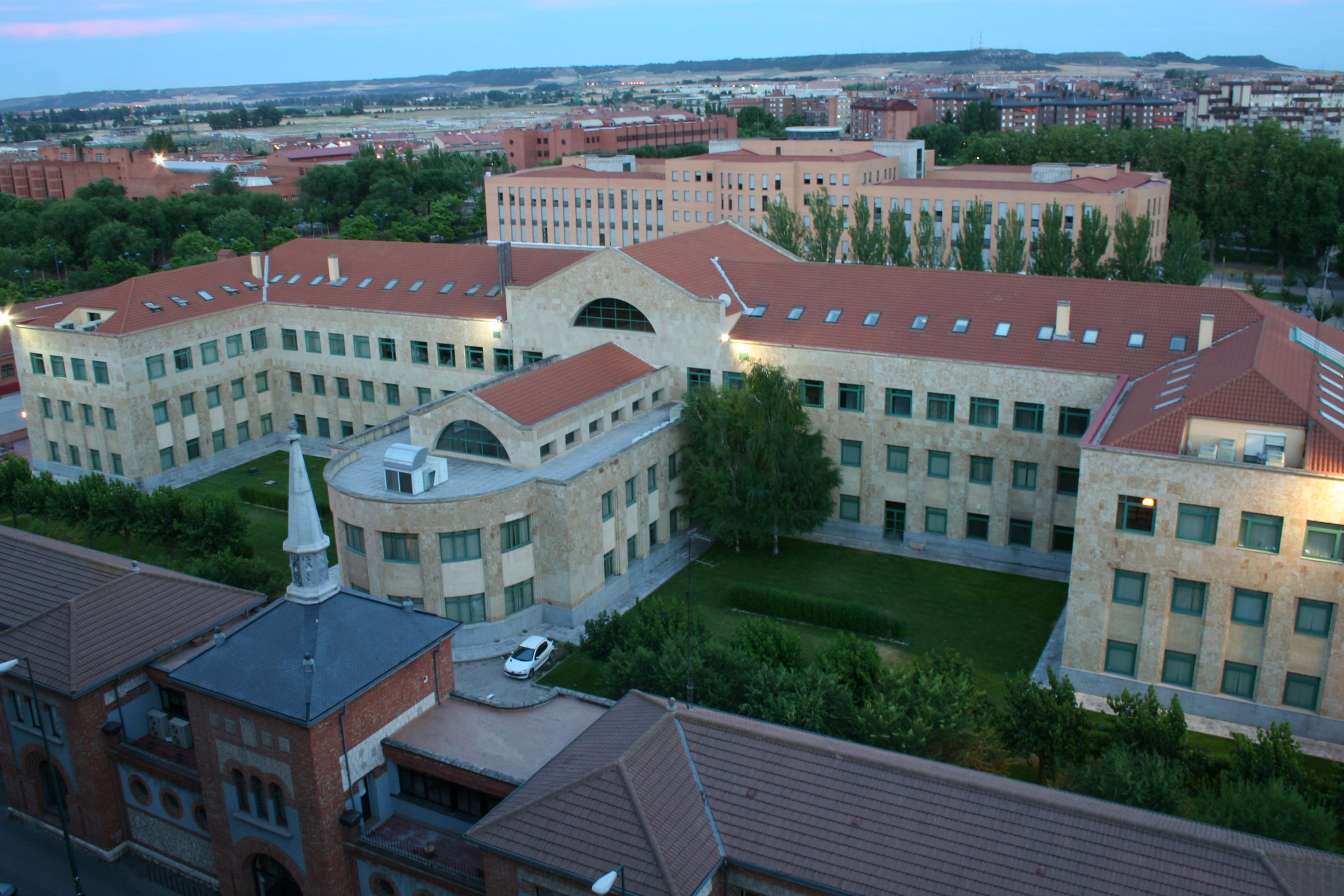
Facultad de Comercio, en primer plano, y de Facultad de Filosofía y Letras, en el campus de Valladolid.

La Universidad de Valladolid se organiza en facultades y escuelas universitarias. En la ciudad de Valladolid, la Universidad cuenta con cuatro escuelas y ocho facultades:
- Escuela de
  - Ingeniería Informática
  - Ingenierías Industriales
- Escuela Técnica Superior de
  - Arquitectura
  - Ingenieros de Telecomunicación
- Facultad de 
  - Ciencias
  - Ciencias Económicas y Empresariales
  - Comercio
  - Derecho
  - Educación y Trabajo Social
  - Enfermería
  - Filosofía y Letras
  - Medicina

#### Campus de Segovia
En el Campus de Segovia, la Universidad de Valladolid cuenta con dos facultades y una escuela universitaria:
- Escuela Universitaria de Informática de Segovia
- Facultad de Educación de Segovia
- Facultad de Ciencias Sociales, Jurídicas y de la Comunicación de Segovia

#### Campus de Palencia
- Escuela Técnica Superior de Ingenierías Agrarias
- Escuela Universitaria de Educación
- Facultad de Ciencias del Trabajo

#### Campus de Soria
- Escuela Universitaria de Educación
- Facultad de Enfermería
- Facultad de Estudios Empresariales
- Escuela Universitaria de Fisioterapia
- Escuela Universitaria de Ingenierías Agrarias
- Facultad de Traducción e Interpretación

### Investigación
Institutos LOU
- Instituto de Biología y Genética Molecular (IBGM)
- Instituto de Estudios Europeos
- Instituto de Historia Simancas
- Instituto de Neurociencias de Castilla y León
- Instituto de Oftalmobiología Aplicada (IOBA)
- Instituto Universitario Centro de Innovación en Química y Materiales Avanzados (CINQUIMA)
- Instituto Universitario de Investigación en Gestión Forestal Sostenible
- Instituto Universitario de Urbanística
- Instituto de Investigación en Matemáticas(IMUVa)

Institutos pendientes de aprobación JCyL
- Instituto de Farmacoepidemiología (IFE)
- Instituto Tecnologías Avanzadas de la Producción (ITAP)

Centros de Investigación
- Centro de Documentación Europea
- Centro de Investigación de la Baja Atmósfera “José Casanova”
- Centro de Investigación de Endocrinología y Nutrición Clínica
- Centro de Investigación en Terminología Bilingüe, Traducción Especializada y Análisis Contrastivo (CITTAC) de la Universidad de Valladolid
- Centro de Tecnología Azucarera (CTA)
- Centro Superior de Ciencias Médicas
- Centro Transdisciplinar de Investigación en Educación (CETIE-UVa)
- Centro Universitario de Estudios sobre Alcohol y Drogas

Centros Tecnológicos
- Centro Regional para el Desarrollo de las Telecomunicaciones (CEDETEL)
- Fundación Centro Tecnológico de Cereales (CETECE)
- Centro de Investigación y Desarrollo en Transporte y Energía (CIDAUT)
- Centro de Automatización, Robótica, Tecnología de la Información y de la Fabricación (CARTIF)
- Centro Tecnológico Agrario y Alimentario (ITAGRA)

Cátedras de investigación
- Cátedra Alcón
- Cátedra de Energías Renovables
- Cátedra de Estudios Hispánicos "Antonio Fernández y Eusicinia González"
- Cátedra Jorge Guillén, surgida de la colaboración entre la Fundación Jorge Guillén y la Universidad de Valladolid.
- Cátedra Michelin
- Cátedra Juan de Villanueva
- Cátedra Topcon
- Cátedra Renault Consulting de Excelencia Industrial y Empresarial

Laboratorios de investigación
- Laboratorio de Calibración Eléctrica de Castilla y León (LACECAL)
- Laboratorio de Cartografía y Sistemas de Información Geográfica
- Laboratorio de Ensayos Industriales de Castilla y León (LEICAL)
- Laboratorio de Fotogrametría
- Laboratorio de Metrología y Calibración Dimensional (LCD)
- Laboratorio de Metrología y Calibración de Presión y Temperatura (TERMOCAL)
- Laboratorio de Ventilación HS3

Grupos de Investigación Reconocidos
La universidad tiene más de un centenar de grupos de investigación reconocidos, que actúan en las áreas de: Humanidades, Ciencias Sociales y Jurídicas, Ciencias Experimentales, Ingeniería y Tecnología, y Ciencias Biomédicas y de la Salud. Algunos de los grupos más relevantes:
- Grupo de Energía y Dinámica de Sistemas: Realiza estudios sobre temas ambientales centrados en la energía y en la dinámica de sistemas, analizando las complejas relaciones entre las variables que influyen en la sostenibilidad y el desarrollo.[13] Entre sus trabajos se encuentra un Modelo de simulación de sistema integrado energía-economía-cambio climático para España, encargado por el Ministerio de Ciencia e Innovación,[14] para el cual emplean los métodos utilizados en la serie de informes para el Club de Roma: Los límites del crecimiento.[15]
- Grupo de Sistemas Inteligentes y Cooperativos / Educación, Medios, Informática y Cultura (GSIC/EMIC)
- Grupo de Óptica Atmosférica (GOA-UVa): Se dedica al estudio de componentes atmosféricos como el vapor de agua, ozono, aerosoles y nubes a través de métodos ópticos. Así mismo gestiona un centro de calibración de fotómetros de la red mundial AERONET creada por NASA y la Universidad de Lille. El centro de calibración del GOA-UVa forma parte de la infraestructura europea de investigación ACTRIS.

Servicios centrales de apoyo a la investigación
- Animalario
- Laboratorio de Técnicas Instrumentales (LTI)
- Secretariado de Publicaciones e Intercambio Editorial

Parque Científico
- Plan del Parque Científico de la Universidad de Valladolid
- Cuaderno informativo del Parque Científico
- Perfil de Contratación

## Programa PAVES
El programa PAVEs (Profesores Asociados Vinculados a Empresa) de la Universidad de Valladolid (cofinanciado por el gobierno regional de Castilla y León) representa una importante experiencia de innovación docente. Comenzó en 2001 y está formada por 50 profesores asociados que vienen del mundo de la empresa, todos ellos del ámbito técnico o ingenierías, de hecho, la mitad de los PAVE contratados en la Universidad de Valladolid están adscritos bien a la Escuela Técnica Superior de Ingeniería Informática bien a la Escuela Técnica Superior de Ingenieros de Telecomunicación. Imparten las enseñanzas en las instalaciones de la empresa, dado que el objetivo principal es que la educación sea principalmente práctica y/o orientada a las tecnologías más avanzadas que demandan las empresas. La educación es o bien la parte práctica de las asignaturas oficiales o asignaturas completas, normalmente optativas/libre configuración.

### Empresas participantes
- Telefónica I+D
- Fundación CIDAUT, Centro de Investigación y Desarrollo en Transporte y Energía [www.cidaut.es]
- ONO
- Cartif
- Tecsidel
- GMV
- Cedetel
- Microser
- Nestlé
- Johnson Controls
- Indalux
- Red Eléctrica de España
- Iberdrola
- Algor
- Aguas Valladolid
- Fremap

### Monitorización del programa "Los Desiertos Verdes"
La Universidad de Valladolid participa en el ambicioso proyecto "Los Desiertos Verdes" que se trata de un proyecto de reforestación con la participación y el apoyo del programa "Life+" de la Unión Europea utilizando el dispositivo Groasis Waterboxx en 63 hectáreas en 5 diferentes provincias de España (Valladolid, León, Zamora, Zaragoza y Barcelona). Todas las zonas incluidas en el proyecto son diferentes en razón de sus: clima, tipos de suelo, altura, uso actual (terrenos incultos, escombrera, área de esquí, bosque quemado, agricultura) y árboles autóctonos. El elemento común para todas es que son muy secas, hasta áridas.

### Escuelas/Facultades
- Escuela Técnica Superior de Ingeniería Informática
- Escuela Técnica Superior de Ingenieros de Telecomunicación
- Escuela Técnica Superior de Ingeniería Industrial
- Escuela Universitaria Politécnica
- Facultad de Ciencias
- Escuela Técnica Superior de Arquitectura
- Facultad de Derecho
- Facultad de Filosofía y Letras
- Facultad de Ciencias Económicas y Empresariales
- Facultad de Educación y Trabajo Social

### Departamentos
- Geografía
- Ciencia de los Materiales e Ingeniería Metalúrgica, Expresión Gráfica en la Ingeniería, Ingeniería Cartográfica, Geodesia y Fotogrametría, Ingeniería Mecánica e Ingeniería de los Procesos de Fabricación
- Construcciones Arquitectónicas, Ingeniería del Terreno y Mecánica de los Medios Continuos y Teoría de Estructuras
- Economía Aplicada
- Electricidad y Electrónica
- Enfermería
- Estadística e Investigación Operativa
- Física Aplicada
- Informática (Arquitectura y Tecnología de Computadores, Ciencias de la Computación e Inteligencia Artificial, Lenguajes y Sistemas Informáticos)
- Ingeniería de Sistemas y Automática
- Ingeniería Eléctrica
- Ingeniería Energética y Fluidomecánica
- Ingeniería Química y Tecnología del Medio Ambiente
- Lengua española
- Organización de Empresas y Comercialización e Investigación de Mercados
- Pedagogía
- Sociología y Trabajo Social
- Teoría de la Señal y Comunicaciones e Ingeniería Telemática

## Tradiciones y cultura
En el seno de la universidad existen asociaciones culturales de todo tipo: musicales, teatrales, de estudiantes...
Cuenta así con una orquesta joven: la Joven Orquesta de la Universidad de Valladolid (JOUVa). Está formada y gestionada en su mayor parte por estudiantes de la Universidad. Tiene su sede en la Residencia Universitaria Alfonso VIII de Valladolid. En la actualidad (2010), y desde su fundación en 1998, tiene como director artístico y musical a Francisco Lara Tejero.
La Universidad de Valladolid tiene una gran tradición de Tunas, de las cuales hay referencias periodísticas desde el siglo XIX. En 1997 grabaron un CD las seis tunas que había en ese momento, aunque en la actualidad solamente perdura la Tuna de Económicas y la Tuna de Derecho de Valladolid.
Además, cuenta también con un grupo coral, el Coro Universitario de Valladolid dirigido por Marcos Castán y un Grupo de Música Antigua dirigido por Ignacio Nieto Miguel
Aunque estas formaciones tienen programas independientes, realizan conciertos conjuntos para ciertos espectáculos.
También existe un grupo de teatro: Gente de Teatro de la UVa fundado en 1984 con el nombre de Gente de Teatro de la Facultad de Medicina que, a partir de 1998, se convirtió en el grupo oficial de teatro de la Universidad. Su director es Carlos Burguillo.
A través del área de Extensión y Cultura, la Universidad presenta múltiples programas culturales a lo largo del año, a veces con diversos organismos (como el Museo Nacional de Escultura) destacando popularmente en los veranos UniversiJazz y el Festival Santa Cruz.
Además colabora en todos los conciertos que se organizan a través de cada Asociación Universitaria o cada Vicerrectorado y con gran variedad de asociaciones tanto públicas como privadas.
La Universidad de Valladolid apoya asimismo iniciativas religioso-culturales como las desarrollas por la Hermandad Universitaria del Santísimo Cristo de la Luz, en las que cabe mencionar los Autos de Navidad y de Pasión.

## Deportes
El Servicio de Deportes de la Universidad de Valladolid tiene como misión la promoción de la actividad física y deportiva entre los miembros de la comunidad universitaria. El centro cuenta con el complejo deportivo Fuente La Mora en Valladolid y dispone también de instalaciones deportivas en los campus de Palencia, Segovia y Soria.
La UVA cuenta con equipos que participan en competiciones federadas españolas, bajo el amparo del Club Deportivo Universidad de Valladolid. Anteriormente sus equipos competían bajo la denominación de Centro Deportivo Universitario de Valladolid, siendo popularmente conocidos por las siglas CDU Valladolid o como Universitario de Valladolid.
A lo largo de su historia la Universidad de Valladolid ha logrado varios éxitos en campeonatos de ámbito nacional. Entre los equipos más notables destaca el de rugby, que la temporada 1973-74 debutó en la máxima categoría de la Liga Nacional al adquirir los derechos federativos de otro equipo vallisoletano, el CR El Salvador.  El CDU Valladolid sumó 14 temporadas en la División de Honor de Rugby, logrando mantenerse en la élite de forma prácticamente ininterrumpida hasta 1989, salvo un paréntesis de 1982 a 1984 motivado por la reestructuración de la competición. Sus mayores éxitos en esta época fueron en la Copa del Rey, con dos subcampeonatos (1975 y 1985). En 2008 la UVA suprimió el equipo de rugby y la mayor parte de sus jugadores crearon el Club de Rugby Vallisoletano Moreras, activo hasta 2013.
En balonmano femenino, el desaparecido Universitario de Valladolid militó varias temporadas en la máxima categoría de la liga, la División de Honor, logrando su mejor clasificación la temporada 1988-89 con un tercer puesto. Un año después se proclamó subcampeón de la Copa de la Reina. De las filas de este equipo salieron jugadoras internacionales y olímpicas como Paloma Arranz y Blanca Martín Calero. En balonmano masculino cuenta actualmente con un equipo que milita en Primera División Nacional.
En voleibol los equipos de UVa militan en la Superliga-2, tanto masculina y como femenina, aunque en el pasado llegaron a competir en la máxima categoría de la liga española. En baloncesto cuenta con un equipo masculino en la Liga EBA, que en los años 1970 llegó a participar en la extinta Segunda División (segundo nivel de la Liga Nacional, antes de la creación de la Liga ACB). El equipo de fútbol de la UVa acumula siete presencias en categoría nacional, todas ellas en la Tercera División de España.

## Doctoreshonoris causa
El elenco de doctores honoris causa de la Universidad de Valladolid, iniciado en 1964 con su primera investidura, incluye a más de sesenta distinguidas personas.